# Sauropus gracilis
Sauropus gracilis là một loài thực vật có hoa trong họ Diệp hạ châu. Loài này được J.T.Hunter & J.J.Bruhl miêu tả khoa học đầu tiên năm 1997.